# Руда (Ковельский район)
Руда (укр. Руда́) — село в Вишневской сельской общине Ковельского района Волынской области Украины. Расположено по обе стороны верхнего течения речки Выжевка.
До 2020 года входило в Любомльский район.
Транспортное сообщение: расстояние до Любомля 20 км, до Луцка 108 км. Через село проходит железнодорожный путь Ковель — Ягодин (ост. Руда и Подгородно), старая грунтовая дорога Ковель — Любомль — Хелм, в 3 км южнее проходит международная автострада М-07 Киев — Ягодин — Дорогуск — Варшава.
В селе действует школа-садик 1 ступени, магазин, бар «Мисливець», клуб, фельдшерско-акушерский пункт, библиотека, психоневрологический интернат, где проживает по состоянию на 1.01.2009 г. 147 человек. В селе сооружён памятник погибшим односельчанам в Великой Отечественной войне.
Код КОАТУУ — 0723386502. Население по переписи 2001 года составляет 586 человек. В 2022 году в селе зарегистрировано 504 человека. Почтовый индекс — 44345. Телефонный код — 3377. Занимает площадь 2,5 км².